# Кужелєв Володимир Єгорович
Володимир Єгорович Кужелев (рос. Владимир Егорович Кужелев (нар. 29 квітня 1974, Брянська область) — російський футболіст, що грав на позиції півзахисника. Відомий за виступами переважно у клубах другого дивізіону Росії, виступав також у вищому білоруському дивізіоні за могильовське «Торпедо». В Україні відомий за виступами в складі луцької «Волині» та івано-франківського «Прикарпаття».

## Клубна кар'єра
Володимир Кужелєв народився у Брянській області, і свою футбольну кар'єру розпочав у 1991 році у брянському «Динамо», яке виступало в другій лізі радянського чемпіонату. З 1992 року Кужелєв грав за брянську команду вже в чемпіонаті Росії, але клуб продовжував виступи лише в третьому за рангом, а іноді й у четвертому російському дивізіоні. Володимир Кужелєв грав у «Динамо» до 1997 року, а у 1998 році став гравцем іншого клубу російської другої ліги «Енергетик» з Урені. У 1999 році грав за білоруську команду вищої ліги «Торпедо-Кадино» з Могильова, але ще до закінчення сезону в Білорусі влітку 1999 року став гравцем луцької «Волині», яка на той час грала в першій українській лізі, і став у ній першим російським легіонером за всю її історію. За сезон у луцькому клубі Кужелєв зіграв 30 матчів, і візначився 5 забитими м'ячами у ворота суперників. Проте «Волинь» зайняла лише 10 місце в першій українській лізі, й російський футболіст за короткий час вирішив покинути луцький клуб. Деякий час Кужелєв був без клубу, проте з початку 2002 року повертається до своєї рідної команди — брянського «Динамо». Наприкінці 2002 року футболіст повертається до України, де зіграв лише один матч за івано-франківське «Прикарпаття». На початку 2003 року повертається до Росії, де зіграв 3 матчі за челябінський «Лукойл». У 2004 році став гравцем благовєщенського «Амура», із яким зайняв 2 місце в зоні «Схід» російської другої ліги. Після закінчення чемпіонату 2004 року Кужелєв вирішив завершити виступи у професійному футболі.

## Після завершення футбольної кар'єри
Після завершення виступів у професійних командах Володимир Кужелєв грав у ветеранській команді брянського «Динамо». З 2016 року Володимир Кужелєв грає в російській любительській футбольній лізі за московський клуб «Профспілка Аерофлоту».